# Jules Visseaux

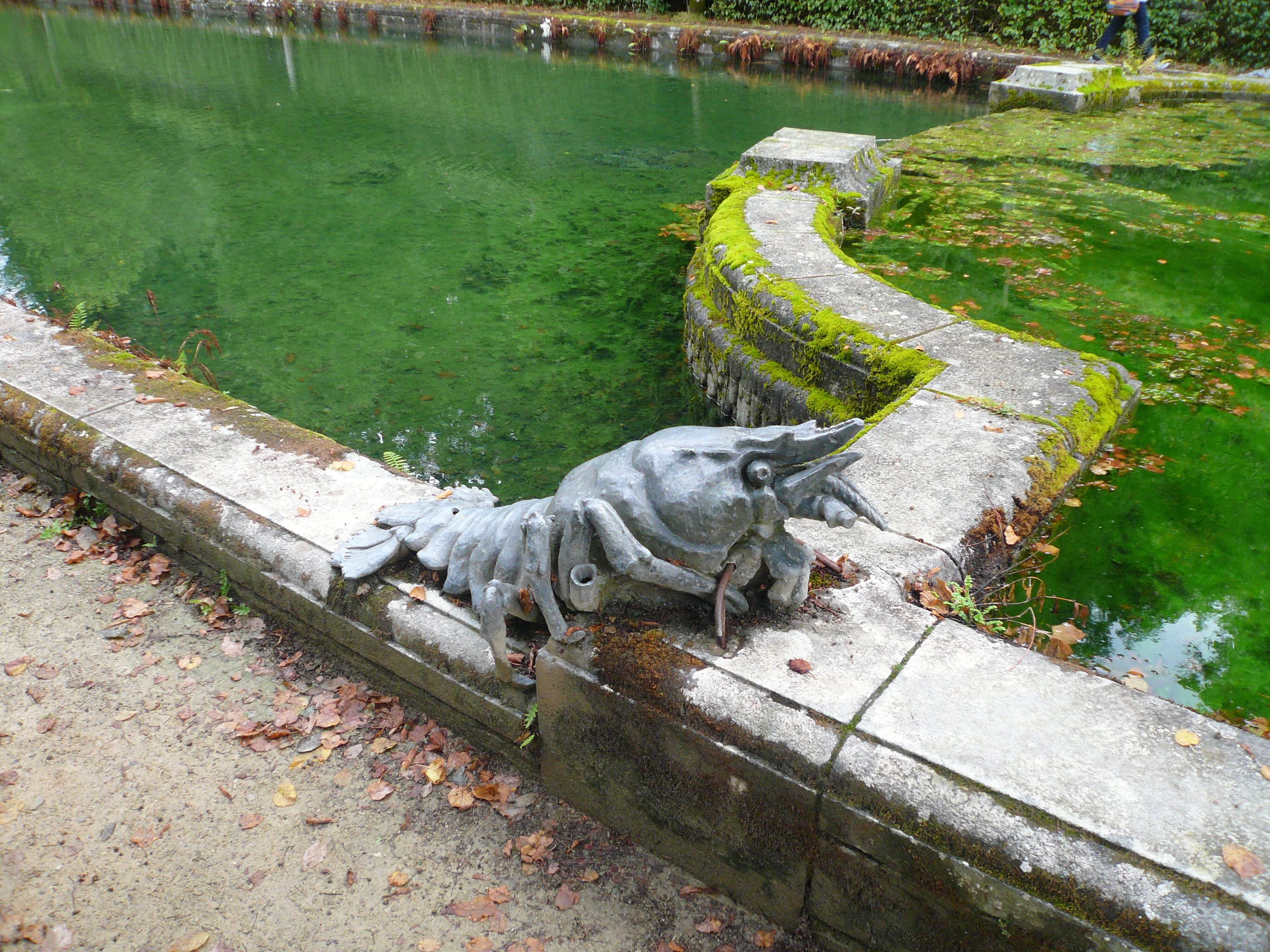
Une des deux écrevisses du bassin de la Chasse dans le parc du château de Trévarez à Saint-Goazec. Œuvre de Florian Kulikowski et Jules Visseaux (1903).

Jules Édouard Visseaux, né à Carignan (Ardennes) le 23 septembre 1854 et mort à Paris le 7 novembre 1934, est un sculpteur français.

## Biographie
Jules Visseaux est issu d'une vieille famille ardennaise. Il est le fils de Jean-Baptiste Visseaux (1813-1871) et de Julie, née Deloye, sœur du sculpteur Gustave Deloye. 

## Une famille d'influence
Jules Visseaux a un lien de parenté avec Jean Visseaux (1830-1898), industriel ardennais, conseiller de canton, et le fils de ce dernier, Jules-Ernest Visseaux (1864-1920), chevalier de la Légion d'honneur et tous deux maires pendant deux décennies de Carignan, sa ville natale. Il est également cousin de l'aviateur Henry Visseaux (1873-1949), un des premiers à recevoir le brevet de pilotes d'aéroplanes Sommer en 1910, lui-même cousin maternel de l'aviateur Roger Sommer.
Sa sœur Maria nomma légataire universel la ville de Carignan, dont une rue porte son nom[réf. nécessaire]. 
Sa fille Julie a épousé son ami, le peintre et lithographe anglais Albert de Belleroche.

## Œuvres
Connu pour ses bronzes, Jules Visseaux a été primé à l'Exposition universelle de Paris de 1889.
Au château de Craon, où il œuvra avec les architectes Alfred Coulomb (1838-1929) et son associé le nantais André-Louis Chauvet, il réalisa la rampe en fer forgé, peint et doré, d'un escalier monumental de style Louis XVI en 1898. 
Vers 1911, il réalisa pour le fronton de l'hôtel Errazuriz à Buenos-Aires une copie de la composition pour un de ceux de l'hôtel de la Marine à Paris.
En 1911, il est l'auteur pour le pavillon des sources de Contrexéville, d'un groupe de deux femmes renversant un vase.
Il travailla également avec l'architecte Ogden Codman (en).